# Charles de Roucy
Charles de Roucy (mort le 6 octobre 1585) est un ecclésiastique qui fut évêque de Soissons de 1557 à 1585.

## Biographie
Charles est le fils de Louis de Roucy, gouverneur de Sissonne et de Jeanne de Belcourt. Abbé commendataire de l'abbaye de la Valroy en 1540, iIl obtient le siège épiscopal de Soissons en 1557 et il est consacré deux ans plus tard à Paris par l'évêque de Chalon. Il assiste au Concile de Trente mais dans son diocèse la châsse des saints Crépin et Crépinien est enlevée et profanée par les calvinistes malgré les efforts fait pour la dissimuler. En 1575 il proteste lorsque le  cardinal de Guise procède au sacre du roi Henri III de France. Il assiste au Concile provincial de 1584 et meurt en 1585 à l'âge de 70 ans.